# Nuria Sheikh Farah
Nuria Sheikh Farah (tiếng Somali: Nuuriya Sheekh Faarax) là một doanh nhân người Kenya. Bà là chủ sở hữu của Risala Enterprises Ltd. Farah cũng là người sáng lập và Chủ tịch của tổ chức phi chính phủ Gargaar. Farah là người dân tộc Somali.

## Cuộc sống cá nhân
Farah được sinh ra trong một gia đình người Somali ở tỉnh Đông Bắc, Kenya. Nhờ có các nghiên cứu hậu trung học của mình, cô kiếm được bằng Cử nhân Giáo dục. Vào tháng 4 năm 2010, cô đang làm việc cho một Thạc sĩ Quản trị Kinh doanh tại Đại học Nairobi.
Farah là người Hồi giáo.

## Nghề nghiệp
Năm 1995, Farah thành lập Risala Enterprises Ltd.. Công ty tư nhân này nhập khẩu hàng loạt các đồ nội thất gia đình, cũng như hàng hóa gia dụng khác nhau từ Ai Cập, các bang vùng Vịnh, Syria và Iran. Đội xe tải cũng vận chuyển các sản phẩm dầu mỏ đến các khu vực khác.
Ngoài ra, cô còn là một công chức trong nhiều năm tại Bộ Giáo dục Kenya.
Năm 2007, Farah thành lập Gargaar, một tổ chức phi chính phủ có trụ sở tại tỉnh Đông Bắc. Tổ chức phi chính phủ này có mục đích trao quyền cho phụ nữ về các vấn đề hiện đại cũng như cung cấp các sáng kiến giáo dục cho trẻ em.
Cùng với Cơ quan Phát triển Quốc tế Hoa Kỳ, cô cũng đã phát động một chương trình xây dựng trường học trong tỉnh.
Trong năm 2010, Farah là một trong 250 đại biểu toàn cầu được mời tham gia Hội nghị thượng đỉnh về doanh nhân được tổ chức tại Washington, D.C. Cô được chọn vì công việc cô đã làm với tổ chức của mình ngoài kinh nghiệm kinh doanh của cô.
Hội nghị quốc tế kéo dài hai ngày do Tổng thống Mỹ tổ chức và tìm cách thúc đẩy tinh thần kinh doanh thông qua đổi mới và công nghệ, tài trợ, cố vấn và khuyến khích tinh thần khởi nghiệp trong giới trẻ. Nó cũng nhấn mạnh cải cách chính trị thông qua các dự án phát triển thương mại cơ sở.